# 바이트초이카
《바이트초이카》(영어: Bite-Choicar, 중국어:  )는 초이락 배틀완구 시리즈 5번째 작품으로 초이락컨텐츠컴퍼니가 기획·제작한 대한민국의 애니메이션이고 RC카 레이싱를 테마로 하고 1기는 2020년 4월 18일부터 10월 24일까지 SBS TV에서 토요일 오전 7시 15분에 방영되었다. 2기(하이퍼)는 2021년 2월 6일부터 5월 8일까지 방영되었다.

## 줄거리

### 1기
Ready! Bite! Go! (레디! 바이트! 고!)라인을 물고 달리는 엄청나고 특별한 레이스 바이트 초이카!
세계 곳곳에서 초이카 레이스가 크게 유행하는 지금, 수 많은 소년소녀들이 뜨겁게 경쟁하며 초이카 그랑프리를 향해 달린다.
사람들은 그들을 바이터라고 부르는데…
차신은 '스톰본'을 만나 강력한 바이터들에게 승리한다. 그리고 이어지는 최강의 바이터들의 도전!
차신은 다루기 힘든  '스톰본'을 자신만의 초이카로 만들어가며 레이스를 통해 뜨거운 우정을 쌓고 성장해 나간다.
이제까지 없었던 초이카로 스피드&파워&밸런스를 겨루는 레이스의 즐거움을 느껴라!

### 2기(하이퍼)
Ready! Bite! Go! 세계를 향해 달린다! 바이트초이카 하이퍼!
세계를 무대로 한 월드 그랑프리가 시작된다.
코리아 그랑프리를 우승으로 끝낸 차신과 서세인이었지만 새롭게 등장한 블랙문의 엔초와 미하일의 사륜구동 초이카인 콰트 프레임에 의해 패배했다.
하지만 앞으로 펼쳐질 월드 그랑프리에서 우선 세계 곳곳의 바이터들과 싸워 이겨 나가야 한다.
미국에서 새로 만난 바이터 쿵푸보이 타이론. 설원의 레이스에서 만나게 된 영국의 소녀 유제니와 프랑스의 소년 클로드. 호주의 터프한 바이터 루이스와 침착한 스웨덴의 소년 하세.
한편 엔초와 미하일 또한 월드 그랑프리에 참가하여 블랙문의 위력을 과시한다.
수 많은 위기 속에서도 차신은 과연 월드 그랑프리에서 살아남을 수 있을 것인가!
세계의 라이벌에 맞서 승리의 바람을 일으켜라!

## 등장 인물

### 샤이닝 위너즈
- 이건우: 샤이닝 위너즈 팀 감독, 초이카 비밀을 알고 있는 사람 중 1명으로 차신과 아이들에게 초이카 정보를 알려준다.
- 차신: 주인공, 12세(초등학교 5학년). 파트너 하이퍼 스톰본과 함께 초이카 대회에 나가고 있다. 국내에서 있던 대회에서 속속히 이기고, 마침내 결승전에서 서세인과 공동우승이 확정된다. 코리아 그랑프리 결승전 승리 후, 새 친구 서세인과 세계 곳곳을 여행하는 중이다. 별명은 "윈드 마스터".
- 천흑호: 13세(초등학교 6학년). 핵터의 라이벌, 가족 문제를 약간 겪어 곤란해 했지만, 지금은 안정을 되찾으며, 다크 솔저스 멤버인 헥터를 이기기 위해 실력을 점점 키워간다. 별명은 "초이카 슬레이어".
- 오금성: (지금은 엔지니어다.) 차신의 라이벌, 12세(초등학교 5학년). 천흑호, 테리 왕, 크리스틴 같은 부잣집 아들로, 초이카 서킷도 갖고 있으나... 워낙 바보스러운 면, 허술한 면도 있어 개그 캐릭터로 취급 받기도 한다. 그러다 오금성의 초이카 골디온 크라운은 시즌 2 (하이퍼) 4화에서 박살 났지만, 자신의 소꿉친구 나오미와 다시 친해지고, 금성의 초이카 골디온 크라운은 많이 망가지지는 않아 시즌 2 (하이퍼) 6화에서 수리를 하여 다시 블랙문 멤버 루이스 밀러와 맞붙는다. 별명은 "금빛의 귀공자".
- 크리스틴: '복면의 바이터 크리스'로 변장해서 바이터로 활동한 소녀, 13세(초등학교 6학년). 2기 하이퍼에서는 부모의 허락을 받고 본 모습으로 월드 그랑프리에 나간다. 평소엔 차분하나 레이스 할 땐 화끈한 성격으로 바뀐다. 별명은 "코너링 제왕".
- 진홍주: 차신의 소꿉친구, 12세(초등학교 5학년). 남자에게 지는 걸 매우 싫어하나 차신은 예외이다. 빠른 결단으로 재빨리 작전을 세우며, 요리에도 재능이 있다. 별명은 "불꽃의 레이서".
- 테리 왕: 크리스틴의 소꿉친구이자 내연남, 13세(초등학교 6학년). 온통 분홍색 투성이인 소년에 말투가 워낙 느끼해 흑호와 금성이 조금 싫어했다. 하지만 코리아 그랑프리에서 우정을 쌓으며 고정관념을 부순다. 별명은 "분홍 장미의 왕자님".
- 서세인: 13세(초등학교 6학년). 다크 솔저스 팀 최고 실력자, 최대한 반칙을 안 쓰려는 개념인. 그런데 여동생 유나의 수술비 문제로 인해 어쩔 수 없이 반칙을 쓰긴 했지만, 코리아 그랑프리 결승전 이후, 공동우승을 차신과 따며 그 이후 다크솔저스에서 탈퇴하고 현재는 샤이닝 위너즈 팀원으로 활동 중이다. 한 편, 남아있는 다크 솔저스 친구들 (헥터, 제시 킴, 아이작) 을 종종 걱정한다. 별명은 "어둠의 제왕".
- 정바로: 10세(초등학교 3학년). 자칭 차신의 수제자. 차신에게서 초이카에 관한 기본 지식을 많이 들으며 차신의 동생 연두를 짝사랑하고 있다.
- 차연두: 10세(초등학교 3학년). 차신의 여동생, 약 15화에서 초이카를 가지며, 신나는 분위기를 조성하는 분위기 메이커다.

### 다크 솔저스
- 김성진: 가면을 쓴 다크 솔저스 팀 감독이자 제1의 중간보스. 어떻게든 이기려고 힘을 쓰려던 자다. 놀랍게도 보스의 정체가 바로 이건우와차동혁과 같은 F2 레이스팀 소속이었고, 제시킴의 아버지였다. 그러나 번번히 실패해 버리고, 남은 다크 솔저스 멤버인 헥터, 제시 킴, 아이작이 블랙문 팀원 미하일에게 당하자 결국 돈 루치아노에게 버림받아 결국 남은 다크 솔저스 아이들과 차를 몰고 나가 아이들을 어딘가에 대려다주고 (하이퍼)9화에서 무엇을 좀 알아보러 가다가 교통사고를 당해 아이들을 전화를 통해서 만난다. 아내가 외국인이다. 제시 킴의 아버지다.
- 헥터: 13세(초등학교 6학년). 난폭한 펑키 스타일의 다크 솔저스 바이터, 샤이닝 위너즈 팀 멤버 천흑호의 2번 라이벌이며, 기름 반칙이 특기이다. 하지만 새 팀 블랙문 멤버 미하일에게 지고, 자택과 자신들의 아지트에서도 쫒겨나는데, (하이퍼)3화 어떤 폐공장에서 아이작에게 보스인 성진이 제시의 아버지라는 것을 말해주고 아이작과 제시의 사정을 들은 헥터는 아이작, 제시와 함께 전설의 포텐 프레임을 찾으러 유럽으로 떠난다. 별명은 "피스 브레이커".
- 제시 킴: 13세(초등학교 6학년). 다크 솔저스의 유일한 여성인 홍일점 바이터,다크 솔저스 감독인 김성진의 딸이다. 어머니가 외국인이다. 외국 사람이다. 최면 반칙과 톱날 반칙을 쓰지만 블랙문 멤버 미하일에게 지고 자택과 아지트에서도 쫒겨나고 말았다. 그렇게 (하이퍼)3화에서 남은 친구 아이작, 헥터와 어떤 폐공장에서 자신과 아버지 성진에게 있었던 일들을 털어놓은 제시는 친구들과 함께 전설의 포텐 프레임을 찾으러 유럽으로 떠닌다. 별명은 "초이카 여왕".
- 아이작: 11세(초등학교 4학년). 나이는 어리지만 똑똑한 다크 솔저스 천재 바이터, 반칙 없이 이기려하는 서세인의 다음 가는 양심인이기도 하다. 하지만 아이작 역시 제시, 헥터와 마찬가지로 블랙문의 멤버 미하일을 못 이기고 자택에서 쫓겨났다. 그러다 (하이퍼)3화에 어떤 폐공장에서 헥터에게 우연히 보스 성진이 제시의 아버지란 것을 듣게 되었다. 그렇게 헥터와 같이 제시의 사정을 듣게 된 아이작은 같은 팀원으로서 모른척 할 순 없었는지 남은 친구들 제시, 헥터와 전설의 포텐 프레임을 찾으러 유럽으로 떠나기로 한다.엔지니어 공부를 하기도 했다. 그리고 서세인에게 포텐프레임인 베히모스 레거시를 주기도한다 별명은 "초이카 천재".

### 블랙문
- 돈 루치아노: 모터 스포츠를 대부하고 있는 어떤 모터 스포츠 회사의 회장이자 제2의 중간보스. 블랙문의 감독이다. 잔인하고 교활한 성격을 가졌다. 그의 야망은 초이카 대회를 접수 하는 것인데 이에 방해가 되는게 하나라도 있으면 그것을 가차 없이 제거 한다. 본명은 프란체스코 루치아노다. 엔초 비쇼네의 할아버지다.
- 엔초 비쇼네: 12세. 이탈리아인의 블랙문 바이터, 그러나 그의 뒷 모습에는 사이코패스 같은 성격으로 동료들을 배신할 것 같으며, 해결이 안 될땐 돈으로 해결 하려는 비열한 수를 쓰고 있다. 매우 잔인하고 교활한 마음을 가졌다. (하이퍼) 10화에서 돈 루치아노의 손자라는 것이 알려졌다. 본명은 엔초 비쇼네 루치아노다. 돈 루치아노의 손자다.
- 미하일 이바노비치: 13세. 세르비아계 독일인의 블랙문 바이터, 항상 지는 걸 무지 싫어하며, 같은 블랙문 바이터 엔초를 겉으로는 사이 좋은 척하나 속으로는 엔초를 깔보는 성격이 있다.
- 타이론 황: 11세. 미국계 중국인 신이의 새 친구, 2기 (하이퍼) 1화에서 첫 등장하며, 차신과 성격이 비슷해 신을 진정한 친구이자 라이벌로 생각한다. (하이퍼) 10화에서 차신에게 자신이 블랙문 소속이라는 것을 알려준다.
- 유제니 파머: 12세. 체온이 너무 낮은 영국인의 블랙문 바이터, 워낙 몸이 약해서 아무도 모르게 갑자기 나타나는데 선수들이 너무 놀라는 일이 종종있다. 그러나 그 뒤에는 반칙을 쓰는 비열함이 숨어있다.
- 클로드 로랑: 11세. 무지 개그 스러운 프랑스인 블랙문 바이터, 그런데 워낙 개그기가 많아 "제2의 오금성"으로 불릴만한 캐릭터다. 아직 반칙은 쓰지 않지만, 블랙문 감독 돈 루치아노에게 신과 세인의 새 머신을 보고 한다.
- 루이스 밀러: 12세. 호주인 블랙문 바이터, 반칙을 쓰려는 비열한 시도를 하는 것은 다크 솔저스의 헥터와 같지만, 실은 헥터보다 더 비열하며 바람둥이이다. (하이퍼)4화에서 오금성의 골디온 크라운을 손상시키긴 했으나, 새 친구이면서 금성의 친구 나오미에게 버림받고 마는 계기가 된다.
- 하세 베리만: 10세. 초이카 월드 그랑프리 전초전에 등장한 스웨덴인 블랙문 바이터, 차연두와 정바로에게 은근슬쩍 자신이 블랙문 소속 이란 것을 내뱉는다.

### 등장인물의 가족들
- 차신, 차연두의 아빠 차동혁[1]과 엄마 윤소미: 신이 남매의 아빠 동혁은 F2 레이서로, 신이 남매의 어머니 소미는 만두집 가게 사장이다. 그러나 동혁은 불행히도 신이가 5살때, 연두가 3살때 블랙문 감독 돈 루치아노의 횡포로 결국 레이스에서 죽고 만다.
- 천흑호의 아빠와 엄마, 천흑호의 형들 천정남과 천영식: 흑호의 가족들, 이들은 초반에는 초이카 하는 흑호를 못 마땅하게 생각했지만, 사실은 유튜브를 통해 다 지켜봤으며, 흑호가 초이카로 성장할 수 있게 도와준다.
- 오금성의 아빠와 엄마: 금성의 부모님들은 금성이 거북 석상 깬 걸로 혼 낼때 등장했다. 그리고 합숙훈련 때 금성을 데리러 왔을때에도 등장을 한다.
- 진홍주의 아빠와 엄마: 딸 홍주가 피아노 학원을 자주 빠진단 말을 듣고 홍주를 찾던 찰나 홍주가 초이카를 하는 것을 목격했다. 처음 홍주의 엄마는 초이카를 반대 했지만, 홍주의 아빠와 금성의 말을 듣고 결국 홍주에게 초이카 레이스를 허락했다.
- 이 집사: '복면 바이터 크리스의 집사 리'로 활동한 크리스틴의 집사, 작중에선 몰랐는데 크리스틴 부모님께 크리스틴 상태를 보고 하기도 하며 결국 바이트 초이카 레이스를 허락하는 계기가 되기도 한다.
- 서유나: 서세인의 여동생, 병에 걸린 탓에 그 당시에는 병원 신세를 지기도 하지만 지금은 오빠 세인과 크리스틴 집에 머물고 있다.
- 마크 밀러: 크리스틴과 예전에 만났으며, 테리 왕과도 만났으나 테리는 그를 기억하지 못한다. 크리스틴에게 이성적 호감이 있는 듯 하다.  블랙문 멤버 루이스 밀러의 형이며, 크리스틴의 아버지와 밀러 형제의 아버지는 친하다는게 밝혀졌다.

### 기타
- 베리: 초이카 배틀하는 곳이면 어디든 가는 유튜브 크리에이터, 상큼발랄 한 성격으로 유튜버들에게 인기가 많다. 진행도 한다.
- 나오미: 금성의 소꿉친구,(하이퍼) 4화에서 새 친구들인 루이스 밀러와 블랙문 아이들과 어울리고 있었으나, 금성과의 루이스의 대결에서 루이스가 반칙 쓰는 걸 보고 다시 금성 쪽에 붙는다. 반칙 쓰는 사람을 매우 싫어함.
- 박선웅: 제시 킴의 친척, 독일 프랑크프루트에 사는 제시의 아버지 성진의 친구이다. 일명 미스터 박 이라고 불리는 남자. 33화에서 제시가 독일에 온다는 소식을 듣고 득달같이 공항에 왔다. 거기서 제시의 친구 헥터, 아이작을 만나게 되고 우연히 원수 같은 사람인 블랙문 감독 돈 루치아노의 얘기를 듣곤하며, 자신과 성진의 스승을 만나서 아이들의 초이카를 개조 해 준다.
- 클라우스 발렌슈타인: 김성진과 박선웅의 스승. 현재 독일에 살고 있으며 포텐프레임의 개발자이기도 하다. 33화 막바지에 첫 등장. 처음에는 다크솔저스 멤버들을 푸대접 했으나 돈 루치아노에게 복수하기 위해 왔다는 말을 듣고 그들에게 포텐프레임 초이카를 만들어준다.

## 등장 초이카
- 스톰본 → 제트 스톰본 → 썬더 스톰본 → 하이퍼 스톰본 (차신 (주인공)의 초이카) (시스템: 비스(스톰본) → 팔콘(제트 스톰본) → 콰트(썬더 스톰본) → 포텐(하이퍼 스톰본)) (타입: 스피드) (엔진: SHIRE 150(스톰본) → MARENGO 170(제트 스톰본 → 썬더 스톰본) → RECKLESS 180(하이퍼 스톰본)) (기어: 5:1(스톰본 → 제트 스톰본 → 썬더 스톰본) → 4:1(하이퍼 스톰본))
- 블랙하울링 → 블랙하울링 비스트 (천흑호의 초이카) (시스템: 비스(블랙하울링) → 팔콘(블랙하울링 비스트)) (타입: 밸런스) (엔진: MARENGO 160(블랙하울링) → MARENGO 170(블랙하울링 비스트)) (기어: 5:1)
- 골디온 → 골디온 크라운 (오금성의 초이카) (시스템: 비스(골디온) → 팔콘(골디온 크라운)) (타입: 밸런스(골디온) → 파워(골디온 크라운)) (엔진: MARENGO 160(골디온) → MARENGO 170(골디온 크라운)) (기어: 5:1)
- 제피로스 → 제피로스 호크 → 제피로스 리베로 (크리스틴의 초이카) (시스템: 비스(제피로스) → 팔콘(제피로스 호크) → 콰트(제피로스 리베로)) (타입: 밸런스(제피로스) → 스피드(제피로스 호크) → 밸런스(제피로스 리베로)) (엔진: MARENGO 160(제피로스) → MARENGO 170(제피로스 호크 → 제피로스 리베로)) (기어: 5:1)
- 아그니온 → 아그니온 임펄스 (진홍주의 초이카) (시스템: 비스(아그니온) → 팔콘(아그니온 임펄스)) (타입: 스피드(아그니온) → 밸런스(아그니온 임펄스)) (엔진: SHIRE 150(아그니온) → MARENGO 170(아그니온 임펄스)) (기어: 5:1)
- 레니어스 → 울트라 레니어스 → 얼티밋 레니어스 (테리 왕의 초이카) (시스템: 비스(레니어스) → 팔콘(울트라 레니어스) → 콰트(얼티밋 레니어스)) (타입: 밸런스) (엔진: MARENGO 160(레니어스) → MARENGO 170(울트라 레니어스 → 얼티밋 레니어스)) (기어: 5:1)
- 컬버린 → 바이퍼 컬버린 → 컬버린 리벤지 (헥터의 초이카) (시스템: 비스(컬버린) → 팔콘(바이퍼 컬버린) → 포텐(컬버린 리벤지)) (타입: 파워(컬버린 → 바이퍼 컬버린) → 밸런스(컬버린 리벤지)) (엔진: MARENGO 170(컬버린 → 바이퍼 컬버린) → RECKLESS 180(컬버린 리벤지)) (기어: 5:1(컬버린 → 바이퍼 컬버린) → 4:1(컬버린 리벤지))
- 쉐도우 베히모스 → 리빌 베히모스 → 베히모스 레거시 (서세인의 초이카) (시스템: 팔콘(쉐도우 베히모스) → 콰트(리빌 베히모스) → 포텐(베히모스 레거시)) (타입: 파워) (엔진: MARENGO 170(쉐도우 베히모스 → 리빌 베히모스) → RECKLESS 180(베히모스 레거시)) (기어: 5:1(쉐도우 베히모스 → 리빌 베히모스) → 4:1(베히모스 레거시))
- 디스페이터 → 디스페이터 이모탈 (제시 킴의 초이카) (시스템: 팔콘(디스페이터) → 포텐(디스페이터 이모탈)) (타입: 파워) (엔진: MARENGO 170(디스페이터) → RECKLESS 180(디스페이터 이모탈)) (기어: 5:1(디스페이터) → 4:1(디스페이터 이모탈))
- 스카이번 (아이작의 초이카) (시스템: 팔콘) (타입: 스피드) (엔진: MARENGO 170) (기어: 5:1)
- 윙코베트 (정바로의 초이카) (시스템: 팔콘) (타입: 밸런스) (엔진: MARENGO 170) (기어: 5:1)
- 그리피낙스 (차연두의 초이카) (시스템: 팔콘) (타입: 파워) (엔진: MARENGO 170) (기어: 5:1)
- 레드 템페스트 → 레드 템페스트 듀얼 (엔쵸 비쇼네 ( 이탈리아 출신)의 초이카) (시스템: 콰트(레드 템페스트) → 포텐(레드 템페스트 듀얼)) (타입: 스피드) (엔진: MARENGO 170(레드 템페스트) → RECKLESS 180(레드 템페스트 듀얼)) (기어: 5:1(레드 템페스트) → 4:1(레드 템페스트 듀얼))
- 알젠테 레오 (미하일 이바노비치 ( 독일 출신)의 초이카) (시스템: 콰트) (타입: 파워) (엔진: MARENGO 170) (기어: 5:1)
- 드래곤즈 아이 (타이론 황 ( 미국 출신)의 초이카) (시스템: 콰트) (타입: 밸런스) (엔진: MARENGO 170) (기어: 5:1)
- 크로우 나이트 (유제니 파머 ( 영국 출신)의 초이카) (시스템: 팔콘) (타입: 파워) (엔진: MARENGO 170) (기어: 5:1)
- 헤르메스 플래시 (클로드 로랑 ( 프랑스 출신)의 초이카) (시스템: 팔콘) (타입: 밸런스) (엔진: MARENGO 170) (기어: 5:1)
- 팬텀 스콜피온 (루이스 밀러 ( 호주 출신)의 초이카) (시스템: 팔콘) (타입: 밸런스) (엔진: MARENGO 170) (기어: 5:1)
- 크라켄 카이저 (하세 베리만 ( 스웨덴 출신)의 초이카) (시스템: 팔콘) (타입: 파워) (엔진: MARENGO 170) (기어: 5:1)

## 트랙
- 크래싱 트랙
  - 크래싱 트랙 더블스매쉬 플러스
  - 크래싱 트랙 하이브릿지 플러스
- 라인 트랙
  - 라인 트랙 10
- 릴레이 트랙

## 도구
- 스피드 측정기
- 파츠 케이스
- 트랙 캐리어
- 랩 타이머

## 프레임
비스 시스템 (2WD FF)
- 비스 에어로 (타입: 스피드)
- 비스 밸런스 (타입: 밸런스)
- 비스 매그넘 (타입: 파워)

팔콘 시스템 (2WD RR)
- 팔콘 에어로 (타입: 스피드)
- 팔콘 밸런스 (타입: 밸런스)
- 팔콘 매그넘 (타입: 파워)

콰트 시스템 (4WD TYPE-R)
- 콰트 에어로 (타입: 스피드)
- 콰트 밸런스 (타입: 밸런스)
- 콰트 매그넘 (타입: 파워)

포텐 시스템 (2WTR)
- 포텐 에어로 (타입: 스피드)
- 포텐 밸런스 (타입: 밸런스)
- 포텐 매그넘 (타입: 파워)

## 엔진
실버 엔진 (비스 시스템 (2WD FF) / 팔콘 시스템 (2WD RR) / 콰트 시스템 (4WD TYPE-R))
- SHIRE 150 (15000 RPM) (5:1 기어 (베이직 기어)로 움직)
- MARENGO 160 (16000 RPM) (5:1 기어 (베이직 기어)로 움직)
  - MARENGO 170 (17000 RPM) (5:1 기어 (베이직 기어)로 움직)

골드 엔진 (비스 시스템 (2WD FF) / 팔콘 시스템 (2WD RR) / 콰트 시스템 (4WD TYPE-R) / 포텐 시스템 (2WTR))
- RECKLESS 180 (18000 RPM) (랜덤 퍼포먼스 Ver.(옐로우)은 5:1 기어 (베이직 기어)로 움직. 럭키 튠업 Ver.(그린)은 4.3:1 기어 (SUPER G431 기어)로 움직. 그리고 포텐 시스템 Ver.(화이트)은 4:1 기어 (New 베이직 기어)로 움직)
  - RECKLESS 190 (19000 RPM) (랜덤 퍼포먼스 Ver.(옐로우)은 5:1 기어 (베이직 기어)로 움직. 럭키 튠업 Ver.(그린)은 4.3:1 기어 (SUPER G431 기어)로 움직. 그리고 에어로 럭키 튠업 Ver.(블루)/밸런스 럭키 튠업 Ver.(블루)/매그넘 럭키 튠업 Ver.(블루)은 3.8:1 기어 (ULTRA G381 기어)로 움직.)
- AKHAL 200 (20000 RPM) (랜덤 퍼포먼스 Ver.(옐로우)은 5:1 기어 (베이직 기어)로 움직. 럭키 튠업 Ver.(그린)은 4.3:1 기어 (SUPER G431 기어)로 움직. 그리고 에어로 럭키 튠업 Ver.(블루)/밸런스 럭키 튠업 Ver.(블루)/매그넘 럭키 튠업 Ver.(블루)은 3.8:1 기어 (ULTRA G381 기어)로 움직.)
  - AKHAL 210 (21000 RPM) (랜덤 퍼포먼스 Ver.(옐로우)은 5:1 기어 (베이직 기어)로 움직. 럭키 튠업 Ver.(그린)은 4.3:1 기어 (SUPER G431 기어)로 움직. 그리고 에어로 럭키 튠업 Ver.(블루)/밸런스 럭키 튠업 Ver.(블루)/매그넘 럭키 튠업 Ver.(블루)/밸런스 플러스 Ver.(블루)은 3.8:1 기어 (ULTRA G381 기어)로 움직.)
- BUCEPHALUS 220 (22000 RPM) (랜덤 퍼포먼스 Ver.(옐로우)은 5:1 기어 (베이직 기어)로 움직. 에어로 럭키 튠업 Ver.(블루)/밸런스 럭키 튠업 Ver.(블루)/매그넘 럭키 튠업 Ver.(블루)은 3.8:1 기어 (ULTRA G381 기어)로 움직. 파워 플러스 Ver.(그린)은 4.3:1 기어 (SUPER G431 기어)로 움직. 그리고 스피드 플러스 Ver.(레드)은 3.3:1 기어 (HYPER G331 기어)로 움직)

홀로그램 엔진 (콰트 시스템 (4WD TYPE-R) / 포텐 시스템 (2WTR))
- CELERIS 230 (23000 RPM) (콰트 밸런스 튠업 Ver.(블루)은 3.8:1 기어 (ULTRA G381 기어)로 움직. 그리고 파워 플러스 Ver.(핑크)은 3:1 기어 (MACH G301 기어)로 움직)
  - CELERIS 240 (24000 RPM) (콰트 스피드 튠업 Ver.(레드)은 3.3:1 기어 (HYPER G331 기어)로 움직. 콰트 파워 튠업 Ver.(그린)은 4.3:1 기어 (SUPER G431 기어)로 움직. 그리고 스피드 플러스 Ver.(핑크)은 3:1 기어 (MACH G301 기어)로 움직)
- PEGASUS 250 (25000 RPM) (3:1 기어 (MACH G301 기어)로 움직)
  - PEGASUS 260 (26000 RPM) (3:1 기어 (MACH G301 기어)로 움직)

## 기어
비스 시스템 (2WD FF) / 팔콘 시스템 (2WD RR) / 콰트 시스템 (4WD TYPE-R)
- 5:1 (베이직 기어) (SHIRE 150 엔진, MARENGO 160 엔진, MARENGO 170 엔진, RECKLESS 180 엔진(오리지널), RECKLESS 190 엔진(오리지널), AKHAL 200 엔진(오리지널), AKHAL 210 엔진(오리지널)과 BUCEPHALUS 220 엔진(오리지널)로 움직)
- 4.3:1 (SUPER G431 기어) (RECKLESS 180 엔진(럭키 튠업 Ver.), RECKLESS 190 엔진(럭키 튠업 Ver.), AKHAL 200 엔진(럭키 튠업 Ver.), AKHAL 210 엔진(럭키 튠업 Ver.), BUCEPHALUS 220 엔진(파워 플러스 Ver.)과 CELERIS 240 엔진(콰트 파워 튠업 Ver.)로 움직)

팔콘 시스템 (2WD RR) / 콰트 시스템 (4WD TYPE-R)
- 3.8:1 (ULTRA G381 기어) (RECKLESS 190 엔진(에어로 럭키 튠업 Ver./밸런스 럭키 튠업 Ver./매그넘 럭키 튠업 Ver.), AKHAL 200 엔진(에어로 럭키 튠업 Ver./밸런스 럭키 튠업 Ver./매그넘 럭키 튠업 Ver.), AKHAL 210 엔진(에어로 럭키 튠업 Ver./밸런스 럭키 튠업 Ver./매그넘 럭키 튠업 Ver./밸런스 플러스 Ver.), BUCEPHALUS 220 엔진(에어로 럭키 튠업 Ver./밸런스 럭키 튠업 Ver./매그넘 럭키 튠업 Ver.)과 CELERIS 230 엔진(콰트 밸런스 튠업 Ver.)로 움직)

콰트 시스템 (4WD TYPE-R) / 포텐 시스템 (2WTR)
- 3.3:1 (HYPER G331 기어) (BUCEPHALUS 220 엔진(스피드 플러스 Ver.)과 CELERIS 240 엔진(콰트 스피드 튠업 Ver.)로 움직)

포텐 시스템 (2WTR)
- 4:1 (New 베이직 기어) (RECKLESS 180 엔진(포텐 시스템 Ver.)로 움직)
- 3:1 (MACH G301 기어) (CELERIS 230 엔진(파워 플러스 Ver.), CELERIS 240 엔진(스피드 플러스 Ver.), PEGASUS 250 엔진과 PEGASUS 260 엔진로 움직)

## 튠업 파츠

### 바이트 롤
비스 시스템 (2WD FF) / 팔콘 시스템 (2WD RR)
- SLIP-114 롤
- SLIP-94 롤
- SLIP-R104 롤

팔콘 시스템 (2WD RR) / 콰트 시스템 (4WD TYPE-R)
- NON-SLIP-114 롤
- NON-SLIP-84 롤
- NON-SLIP-R104 롤
- SUPER-SLIP-124 롤

콰트 시스템 (4WD TYPE-R)
- TOP-140 롤
- DISK-126 롤
- SLIP-R120 롤

포텐 시스템 (2WTR)
- TOP-148 롤
- TOP-120 롤

### 휠
비스 시스템 (2WD FF) / 팔콘 시스템 (2WD RR) / 콰트 시스템 (4WD TYPE-R)
- 플라워링 (HARD-95 타이어와 호환)
- 트리슐라 (SUPER-SOFT-65 타이어와 호환)
- 레드퀸 (HARD-95 타이어와 호환)
- 썬실드 (SOFT-75 타이어와 호환)

팔콘 시스템 (2WD RR) / 콰트 시스템 (4WD TYPE-R)
- 펜타그램 (SUPER-SOFT-65 타이어와 호환)
- 핑크스타 (SUPER-HARD-115 타이어와 호환)
- 블랙홀 (ULTRA-SOFT-55 타이어와 호환)
- 그린스타 (ULTRA-SOFT-55 타이어와 호환)
- 언밸런스 (SOFT-75 타이어와 호환)
- 맥스실버 (SUPER-HARD-115 타이어와 호환)

콰트 시스템 (4WD TYPE-R)
- 맥스레드 (HARD-115 타이어와 호환)
- 빅웨이브 (HARD-115 타이어와 호환)
- 블레이드 (SUPER-SOFT-55 타이어와 호환)
- 헬리오스 (SOFT-95 타이어와 호환)

포텐 시스템 (2WTR)
- 트윈아머 (HARD-H110 타이어와 호환)
- 소닉라인 (ULTRA-SOFT-H70 타이어와 호환)

### 타이어
비스 시스템 (2WD FF) / 팔콘 시스템 (2WD RR) / 콰트 시스템 (4WD TYPE-R)
- HARD-95 (플라워링 휠과 레드퀸 휠와 호환)
- SUPER-SOFT-65 (트리슐라 휠과 펜타그램 휠와 호환)
- SOFT-75 (썬실드 휠과 언밸런스 휠와 호환)

팔콘 시스템 (2WD RR) / 콰트 시스템 (4WD TYPE-R)
- SUPER-HARD-115 (핑크스타 휠과 맥스실버 휠와 호환)
- ULTRA-SOFT-55 (블랙홀 휠과 그린스타 휠와 호환)

콰트 시스템 (4WD TYPE-R)
- HARD-115 (맥스레드 휠과 빅웨이브 휠와 호환)
- SUPER-SOFT-55 (블레이드 휠와 호환)
- SOFT-95 (헬리오스 휠와 호환)

포텐 시스템 (2WTR)
- HARD-H110 (트윈아머 휠와 호환)
- ULTRA-SOFT-H70 (소닉라인 휠와 호환)

## 스킬

### 샤이닝 위너즈
- 차신 (주인공): 윈드캐치 점프, 라이딩 온 에어, 제트 스트림 턴, 허리케인 부스터, 썬더 라이트럴 크래쉬, 썬더 라이트럴 크래쉬 스톰
- 천흑호: 비스트 대시
- 오금성: 쇼크 웨이브, 프론트 쇼크 웨이브
- 크리스틴: 제피로스 드리프트, 부스터 온
- 진홍주: 아그니온 부스터, 히트 피버
- 테리 왕: 핑크 스파이더, 얼티밋 모드 전개
- 서세인: 오버히트, 베히모스 베리어, 슈퍼 베리어, 배빌스털, 불멘탈
- 정바로: 부스터 온
- 차연두: 부스터 온

### 다크 솔저스
- 헥터: 마그네틱 필드, 바이퍼 후크, 바이퍼 레볼루션
- 제시 킴: 데스 콜드, 피터 웨이브, 죽음의 천사
- 아이작: 플라이 와이번

### 블랙문
- 미하일 이바노비치 ( 독일 출신): 레오 바이트, 리버스 레오 바이트, 은빛 질주
- 엔쵸 비쇼네 ( 이탈리아 출신): 파이어 스톰, 파워 출력 100%, 레드 블레이드, 볼케이노 스톰, 익스트림 피닉스
- 타이론 황 ( 미국 출신): 드래곤 브레스, 드래곤 리버터아이

## 목소리 출연
- 양정화: 차신
- 이현: 천흑호
- 조현정: 오금성
- 정재헌: 테리 왕
- 김율: 진홍주
- 박리나: 크리스틴
- 전태열: 헥터
- 김영선: 서세인
- 전해리: 제시 킴 -  하세 베리만
- 문남숙: 아이작 - 윤소미 (차신, 차연두 남매의 어머니), 서도윤, 이태호
- 여민정: 정바로 (샤이닝 위너즈 멤버), 서유나 (서세인의 동생), 박하준
- 윤아영: 차연두 - (차신의 여동생, 샤이닝 위너즈 멤버), 김단우, 홍주의 엄마
- 소정환: 미하일 이바노비치
- 김현심: 엔초 비쇼네
- 성완경: 돈 루치아노
- 최한: 이건우
- 강호철: 이 집사 크리스틴의 집사
- 김현지: 베리
- 정훈석: 김성진 다크 솔저스 감독, 제시 킴의 아버지
- 전승화: 차동혁
- 문남숙: 윤소미 신과 연두의 엄마, 서도윤, 이태호, 나오미
- 현경수: 천정남
- 윤용식: 천영식
- 강호철: 차태윤, 이 집사 클로드 로랑
- 남도형: 타이론 황
- 김연우: 유제니 파머
- 진정일: 루이스 밀러
- 박성태: 마크 밀러

## 주제곡
- 오프닝: 바이트초이카
  - 작사/작곡: 최신규
  - 편곡: 이주현
  - 노래/랩: 정철웅, 펀치

- 앤딩: 바람을 나는 소년
  - 작사/작곡: 최신규
  - 편곡: 이주현
  - 노래: 레니

## 제작진
- 기획: ㈜초이락컨텐츠컴퍼니
- 원작: ㈜초이락컨텐츠컴퍼니
- 총괄프로듀서: (최종일, 김선태 제작)
- 감독: 홍헌표
- 기획프로듀서: (남형석 SBS 박재용), 김주수, 한민우
- 프로듀서: 권영숙 (SBS 책임)
- 스토리보드: 홍헌표, 민경희, 박홍근, 김종용
- 메인캐릭터디자인: 유봉현
- 서브캐릭터디자인: 이승아
- 설정디자인: 유봉현
- 소품디자인: 이승아
- 머신디자인: 노지현, 강성아, 박준용, 곽병운
- 메카닉디자인: 김민준, 이규진, 진민범, 이동호
- 색채설계: 김선희
- 배경감독: 봉하권
- 3d 감독: 김석원
- 촬영감독: 한국주
- 편집: 남종현
- 제작데스크: 김학기
- 녹음 제작: ㈜CICMEDIA
- 음악감독: 김정아
- BGM작편곡: 김태진, 최창국, 윤주현, 김정아
- 주제가 레코딩 엔지니어: 김형진, 고몽뮤직
- 주제가 믹싱&마스터링: 고몽뮤직
- 시나리오: YAMADA TAKASHI, YAMASHITA KENICHI 등
- 연출: 김종용, 민경희, 박홍근, 안재호, 임채길, 김창귀, 김복진
- 작화감독: 이종만, 이승아, 정미영, 김종범
- L/O 원화: 김기엽, 김종범, 정호원, 양성원, 김승모, 엄효정, 김재순, 김명희, 신현미, 박선영, 민선영, 백지원
- 동화 체크: 박수인
- 동화: 신광휴, 유수경, 이세영, 조해영, 한동국, 홍준선
- 채색 체크: 김경숙
- 채색: 김미자, 박민영, 장미성, 조영화, 허미애, 김미성
- 3d 애니메이션: 임선영, 원기연, 한슬기, 김동욱
- 3d 모델러: 장연지, 이한우
- 3d 라이팅, 렌더링: 이정혜, 한나영
- 3d 프로듀서: 이은랑, 임지효
- 3d 테크니컬 디렉터: 박환수
- 배경: 봉하권, 신병수, 정혜진, 김단비
- 촬영: 한국주, 홍석찬, 정은혜
- 제작진행: 우혜진, 이수경, 지용택
- 코디네이터: 김충모, 김혜영, 김영미
- 애니메이션 제작: 희원엔터테인먼트
- 애니메이션 제작 협력: 파프리카 엔터테인먼트
- 주제가 레코딩 엔지니어: 김형진, 고몽뮤직
- 주제가 믹싱&마스터링: 고몽뮤직
- BGM작편곡: 김태진, 최창국, 윤주현, 김정아
- 녹음 제작: CICMEDIA
- 사운드슈퍼바이저: 조일오
- 사운드 효과: 김세광, 이학준, 정영훈
- 녹음: 박지혜
- 믹싱: 김세광
- UHD리마스터링: 나종진, 최지혜
- 외부종합편집: 송찬미
- 종합편집: 신준호
- CG: 정혜경
- 조연출: 이지현
- 번역 감수: 이지영
- 녹음 연출: 유선주
- 기획: SBS
- 제작: CHOIROCK CONTENTS COMPANY
- 저작권: ㈜초이락컨텐츠컴퍼니 All Rights Reserved.

## 같이 보기
- 차징 탑스피너